# Géza Kádas
Géza Kádas (ur. 7 sierpnia 1926 w Egerze, zm. 6 marca 1979 w Budapeszcie) – węgierski pływak, specjalizujący się w stylu dowolnym, wicemistrz olimpijski z Londynu na dystansie 200 m stylem dowolnym w sztafecie. Zdobył też brązowy medal na dystansie 100 m tą samą techniką.
Zdobył także dwa medale Mistrzostw Europy w 1954 r. w Turynie na 100 metrów (brąz) i 4 × 200 m stylem dowolnym (złoto). Podczas Mistrzostw Europy w 1947 r. w Monte Carlo zdobył brązowy medal w sztafecie 4 × 200 m stylem dowolnym.